# Je suis de celles
Je suis de celles est une chanson écrite, composée et interprétée par Bénabar sortie en 2003 sur l'album Les Risques du métier. La chanson relate les souvenirs d'une jeune femme, que l'on pourrait qualifier de « fille facile », ou du moins qui avait cette réputation d'être « peu farouche » lorsqu'elle était au lycée.

## Présentation
Dans cette chanson, Bénabar donne la parole à Nathalie, une jeune femme qui revient sur son adolescence et sa réputation de « fille facile ». Plus que son propre plaisir, c'est le grand amour qu'elle recherchait à chaque aventure, au contraire des garçons qui semblaient ne rechercher que le plaisir et la volupté.
En écoutant attentivement les paroles, on se rend compte que Nathalie n'était pas vraiment une fille facile, mais qu'elle a rencontré des hommes qui l'ont fait passer pour une fille facile parce qu'ils ne voulaient tout simplement pas d'une relation durable. Ces hommes ont profité de la sincérité de Nathalie pour l'utiliser comme un objet et salir sa dignité en se vantant de leur soi-disant « savoir faire » sur le plan sexuel. D'autres allusions de la chanson montrent le comportement un peu primitif de ces hommes, qui n'étaient aux premiers abords pas très doués, voire totalement coincés. Enfin, des passages précisent que Nathalie était certaine que ses partenaires avaient des sentiments pour elle, ce qui caractérise le côté hypocrite, manipulateur et lâche des hommes qui ont profité de Nathalie, dans toute sa sincérité et son honnêteté.
Ce qui fait la force touchante de cette chanson, c'est l'évocation des « femmes tondues », à la libération de la France en 1945. En effet, beaucoup de femmes ayant été accusées d'avoir couché avec des Allemands pendant la guerre ont été tondues et humiliées publiquement à la Libération. Cette référence historique apporte à la chanson de Bénabar une note de sensibilité, la rendant plus subtile qu'il n'y paraît. On peut aussi conclure que les gens et l'opinion publique basent leur jugement sur des faits erronés et que ce jugement peut avoir des conséquences terribles sur le plan physique et mental des victimes cataloguées comme des coupables aux yeux de tous. Dans la chanson, on peut également comprendre la solitude de Nathalie, considérée comme un objet par les hommes qu'elle a rencontrés et comme une fille facile par les autres femmes, qui agissent par méchanceté, par ignorance mais surtout par jalousie. Elle prend donc sur elle et ne confie sa détresse à personne. 
Cette chanson est puissante par son réalisme et sa sincérité. Elle témoigne de ces années de quête du bonheur où les aventures d'un soir sont monnaie courante mais où beaucoup d'hommes recherchent plus une expérience qu'un véritable engagement affectif. Elle rend également compte de la dictature du « paraître » de nos sociétés contemporaines. Enfin, elle peut également être une mise en garde pour toutes ces femmes sincèrement amoureuses qui font de mauvaises rencontres, passant à leur insu pour des moins que rien et des « filles faciles », ce qui leur fait perdre toute confiance en elles et tout espoir de relation sincère.
Donner son corps n'est jamais anodin, il faut toujours faire attention à qui on le donne.